# Josep Triadó
Josep Triadó Mayol (Barcelona, 1870-1929) fue un dibujante, ex librista y pintor español.

## Biografía

La mort - Museu Nacional d'Art de Catalunya

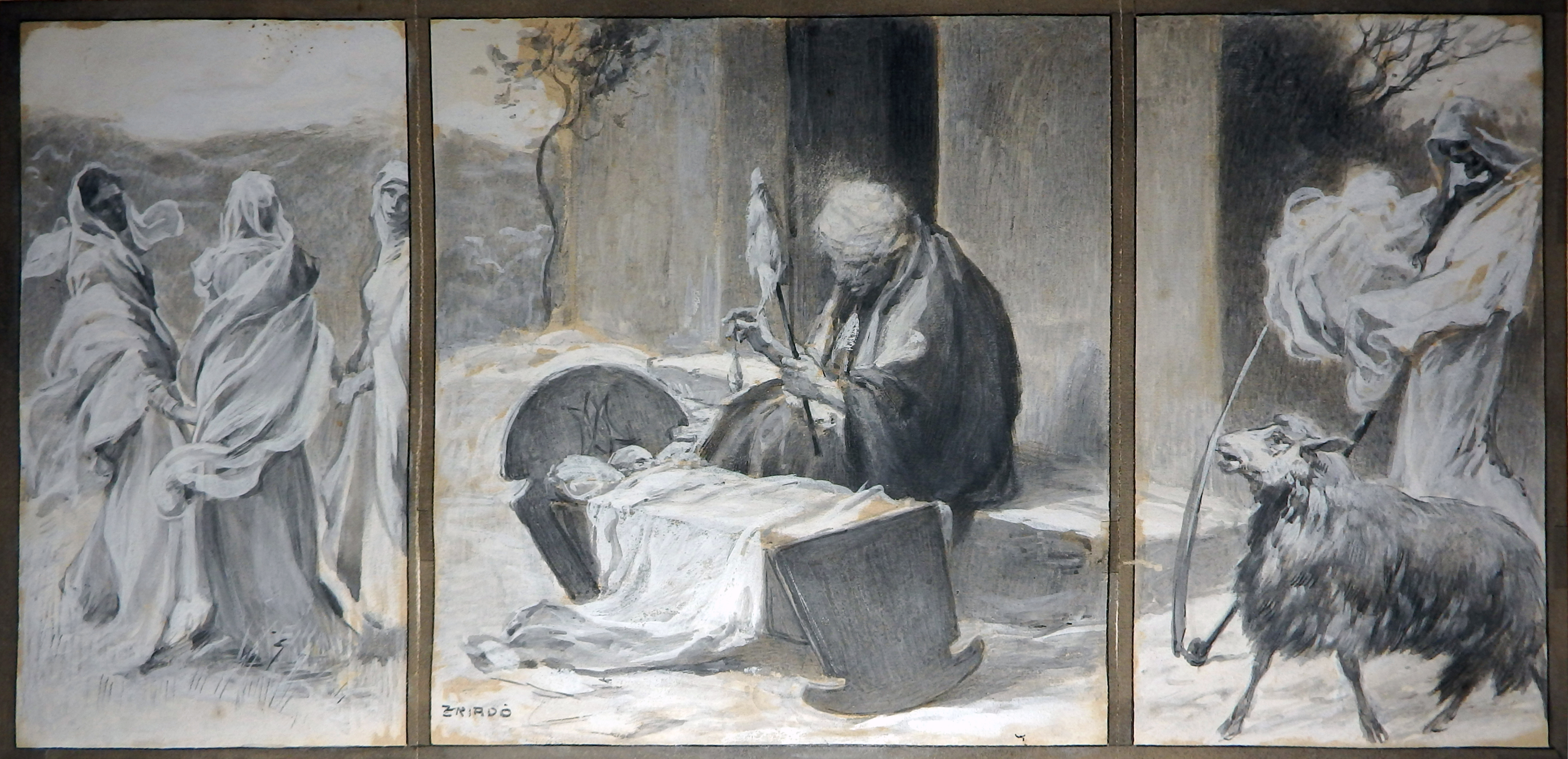
Tres etapas de la vida. Josep Triadó. Gouache y tinta sobre papel

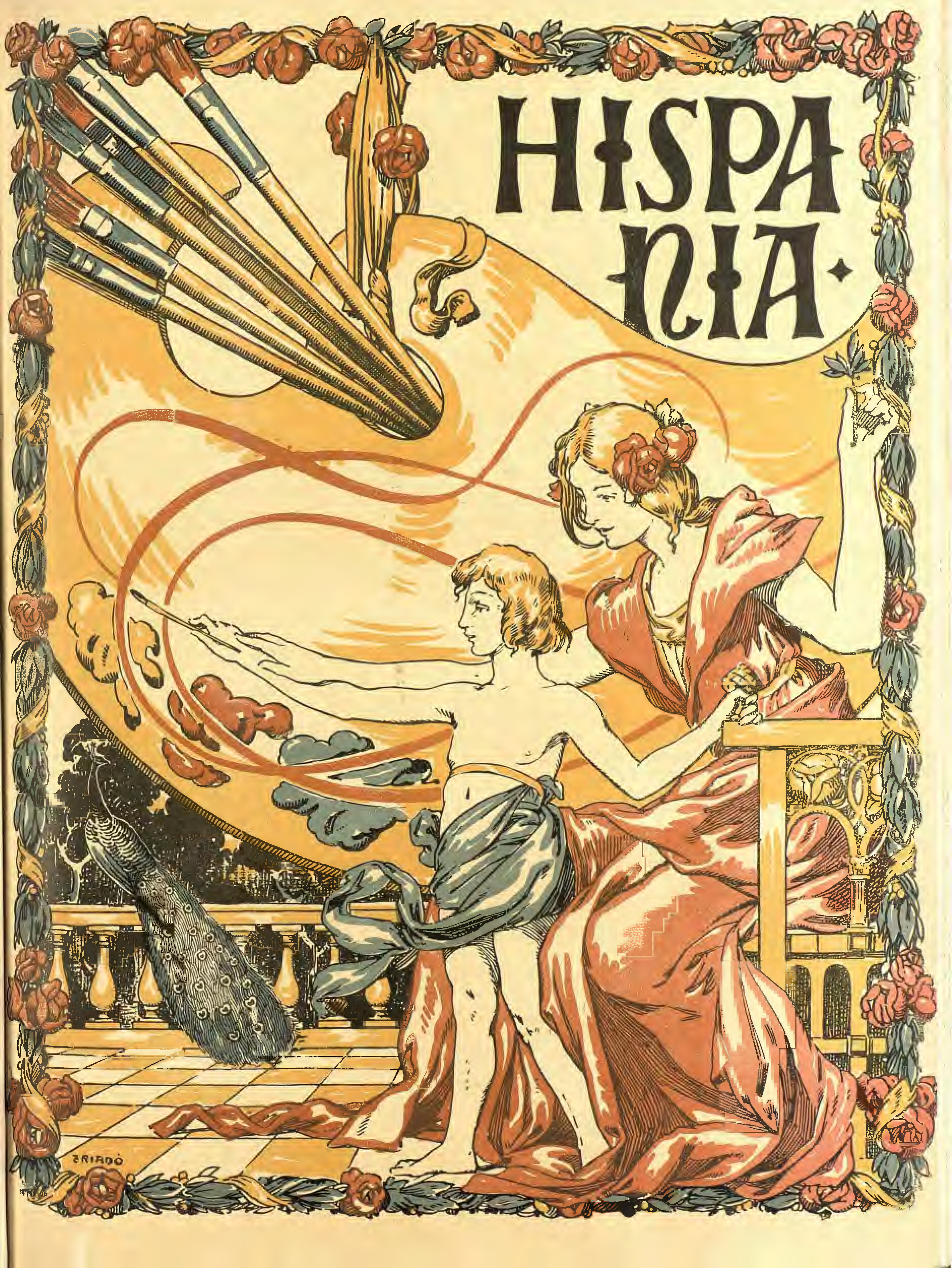
Portada del número 57 de la revista Hispania, obra de Triadó.

Durante los años noventa del siglo XIX se dedicó a la pintura e hizo obras de carácter simbolista y paisajes líricos y brumosos. Más adelante, se caracterizó por sus pinturas de tipos populares catalanes y marinas.
Estudió en la Escuela Llotja, donde desde 1902 enseñó dibujo. Aprendió grabado con Alexandre de Riquer, quien le introdujo también en la obra de William Morris. Interesado por todo lo relacionado con las artes del libro, participó en las diversas etapas de su proceso: desde la concepción de los tipos de imprenta hasta la proyección de tapas lujosas, y desde la creación de colofones al embellecimiento de las páginas con viñetas de su invención.
Dibujó también carteles, anuncios, marcas comerciales, menús, cartas y diplomas. Sobresalió en el ex libris. Son también numerosos y notables los proyectos artísticos que realizó para tejidos, cerámica, bordados y joyería.
Fue director artístico de la Revista Gráfica, del Instituto Catalán de las Artes del Libro y del Anuario de las Artes Decorativas.